# Ashur-Dan III
Ashur-Dan III var kung i Assyrien 773 - 755 f.Kr. Han var son till Adad-nirari III och efterträdde sin bror Shalmaneser IV. Även hans efterträdare kom ur samma brödraskara.
765 f.Kr. ska Assyrien ha drabbats av pest som försvagade landet. 763 f.Kr. utbröt en revolt, som varade till 759 f.Kr, när landet åter drabbades av pest.